# Programme Vacances Travail
Pour les articles homonymes, voir PVT.
Le terme Programme Vacances Travail (PVT), également appelé Permis Vacances-Travail, Visa Vacances-Travail (VVT) ou Working Holiday Visa (WHV) en anglais, recouvre un ensemble de visas temporaires permettant à leurs détenteurs de voyager dans différents pays étrangers tout en y travaillant.
Le PVT est une occasion pour les jeunes de se faire une première expérience à l'étranger, d'autant qu'il est relativement simple à obtenir. Les conditions d'obtention sont quasiment les mêmes d'un pays à un autre, même si, par exemple, le PVT canadien est soumis à des quotas alors que le PVT australien ne l'est pas. Les accords sont en général réciproques : ainsi, les jeunes français peuvent aller en Australie à l'aide d'un PVT, et réciproquement, la France peut accueillir en PVT des jeunes australiens.
Le PVT est avant tout une façon simple de découvrir un autre pays, une nouvelle culture dans une optique de « vacances », tout en pouvant les financer grâce à des boulots. Certains partent en PVT pour travailler dans leur domaine et augmenter leur expérience professionnelle, d'autres partent à l'aventure et se contentent de différents petits boulots.

## Pays participant au Programme Vacances Travail
Une soixantaine de pays et régions ont signé des accords PVT.

### Australie
L'Australie a conclu des accords avec une vingtaine de pays à ce jour dont la France, la Belgique et le Canada pour les francophones.
Les Français, Belges et Canadiens qui souhaitent se rendre en Australie dans le cadre de ce programme ont la possibilité de rester une année en Australie voire deux ou trois, sous certaines conditions.
Les Français et les Canadiens âgés de 18 à 35 ans ont accès au PVT Australie (l'âge limite pour les Français était de 30 ans jusqu'au 30 juin 2019). Les Belges ont accès au PVT Australie jusqu'à 30 ans. Le PVT permet également aux Australiens âgés de 18 à 30 ans (18 à 35 ans pour le Canada, la France et l'Irlande) de partir pour une durée d'un an (deux ans au Canada) dans un des pays signataires.
Depuis le 1er juillet 2019, le prix du PVT en Australie s'élève à 635 dollars australiens).
Chaque travailleur détenteur d'un PVT en Australie doit payer 15 % d’impôts sur ses revenus (pour la portion de revenus annuels jusqu’à 45 000 $). Pour que ce taux soit appliqué, l'employeur doit être enregistré auprès de l'administration australienne comme employeurs de "pvtistes" (Working Holiday makers).

### Belgique
En date d'octobre 2011, la Belgique a conclu des accords vacances-travail avec l'Australie, le Canada et la Nouvelle-Zélande. En mars 2013, un accord vacances-travail a également été signé avec Taiwan et en 2014, avec la Corée du Sud (entré en vigueur en 2016).

### Canada
Au Canada, le PVT existe lui aussi. Il est émis pour une durée de 12 à 24 mois selon la citoyenneté du requérant et n'est pas renouvelable.
Le Canada applique des quotas sur le nombre de visas délivrés chaque année. Un quota distinct s'applique aux citoyens de chaque pays partenaire et peut aller de quelques centaines à quelques milliers de visas délivrés par an. Les demandes de PVT Canada se faisaient auparavant par courrier mais depuis le quota 2014, elles ont lieu sur Internet. La sélection des candidats se faisait alors sur le principe du « premier arrivé, premier servi ». Depuis 2016, un nouveau système a été mis en place : les candidats intéressés s'inscrivent dans un « bassin de candidats » et des rondes d'invitations (tirages au sort) sont organisées régulièrement par les autorités canadiennes. Les participants au programme sont donc sélectionnés aléatoirement.
Depuis 2015, les candidats obtenant un PVT Canada, reçoivent désormais, de la part de l'ambassade du Canada, une lettre pour le point d'entrée (PDE).
Lors de la saison 2022, 10 950 Français et 1 250 Belges ont obtenu un PVT Canada.

### France

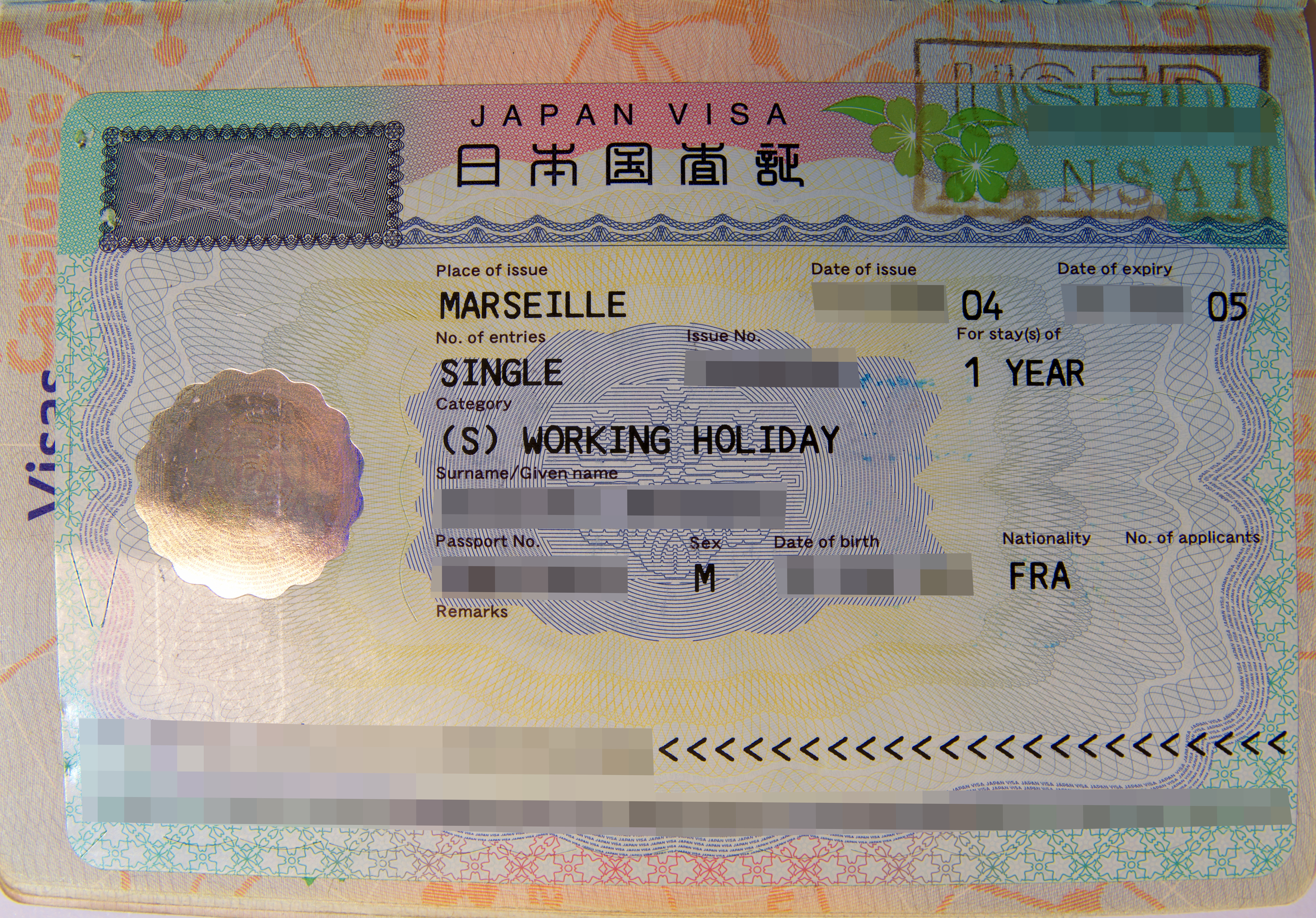
Visa working holiday japonais émis en 2004.

La France a signé des accords de PVT avec 16 pays : l'Australie, le Canada, le Chili, la Colombie, la  Nouvelle-Zélande, le Japon, la Corée du Sud, l'Argentine, Hong Kong, l'Uruguay, le Mexique, Taiwan, l'Équateur, le Brésil et le Pérou.
L'accord de PVT Russie-France a été suspendu en 2022.
En 2019, 45 2010 Français ont participé au Programme Vacances-Travail. En 2020, du fait de la pandémie, ces statistiques ont été bien plus faibles : seuls 7 800 Français ont pu partir en PVT.
Ce que le gouvernement de Singapour appelle un "Work Holiday Visa" n'en est malheureusement pas un : il ne s'agit pas d'un accord bilatéral entre la France et Singapour, d'autant plus que les conditions d'accès à ce Work Holiday Visa se sont considérablement durcies pour les Français, en décembre 2012.
Le PVT permet ainsi aux ressortissants français âgés de 18 à 30 ans (35 ans pour le Canada, l'Argentine et l'Australie) de partir pour une durée d'un an (voire deux au Canada) dans l'un de ces pays pour y voyager et y travailler.
Les "pvtistes", comme on les appelle, n'ont pas à chercher d'emploi avant de partir. Ils partent avec un visa de travail ouvert, ce qui signifie qu'ils peuvent chercher du travail une fois sur place et en changer autant de fois qu'ils le veulent.
Les Argentins, Australiens, Canadiens, Japonais, Néo-Zélandais, Sud-Coréens, Hongkongais, Taïwanais, Uruguayens, Mexicains, Chiliens, Colombiens, Brésiliens, Péruviens et Équatoriens peuvent eux aussi obtenir ce permis de travail pour venir en France puisque c'est un accord bilatéral.

#### Développement du PVT en France
Le ministère des affaires étrangères et européennes a engagé au mois de juillet 2010 la réalisation d'un vaste projet visant à étendre à de nouveaux États partenaires le réseau de programmes vacances-travail déjà mis en place par la France. Il s'agit de répondre au succès grandissant rencontré auprès de la jeunesse française par les sept accords vacances-travail déjà en vigueur, dans le cadre desquels le nombre de visas délivrés chaque année à de jeunes Français est passé en l'espace de dix ans de quelques centaines à plusieurs dizaines de milliers. La réalisation de ce projet d'extension, mis en œuvre par la direction des Français à l'étranger en liaison avec le secrétariat général à l'immigration et à l'intégration du ministère de l'intérieur, s'effectue suivant un plan en trois étapes : chacune d'elles doit donner lieu à une campagne de négociations avec un groupe d'États présentant une relative homogénéité au regard de plusieurs critères, en particulier le niveau de développement économique, le risque migratoire et l'intérêt suscité parmi la jeunesse française.
L'Argentine et le Chili appartiennent au premier des trois groupes : les négociations avec l'Argentine ont abouti le 18 février 2011 à la signature d'un accord vacances-travail entre la ministre française des affaires étrangères et européennes Michèle Alliot-Marie et son homologue argentin. Le PVT entre la France et le Chili a été signé le 8 juin 2015 à Paris lors de la visite officielle de Michelle Bachelet, présidente du Chili et le PVT entre la Colombie et la France a été signé à Bogota le 25 juin 2015 à l’occasion de la rencontre entre Manuel Valls et le président colombien Juan Manuel Santos. Un nouvel accord de PVT entre l'Uruguay et la France a été signé le 25 février 2016 à l'occasion de la visite de François Hollande à Montevideo. Des négociations pour un PVT, engagées entre la France et le Mexique, sont désormais terminées et ont abouti à la signature d'un accord en 2016.
Le PVT Chili est entré en vigueur le 1er novembre 2015. Le PVT Colombie est en vigueur depuis le 1er décembre 2015.
Après six années de négociations, le l'accord PVT entre la France et Taïwan a été signé le 13 juillet 2016 et il est entré en vigueur le 8 août 2016. Le quota annuel de participants pour chaque pays est fixé à 500.
En 2018, la France a signé un accord de PVT avec le Pérou. Cet accord n'est pas encore entré en vigueur.
En 2019, le ministère de l'Europe et des Affaires étrangères a évoqué, dans une interview, des négociations entreprises avec le Guatemala et la Malaisie.

### Luxembourg
Le Luxembourg a signé 4 accords de PVT, avec l'Australie, la Nouvelle-Zélande, Taïwan et le Canada.

### Italie
En Italie, le PVT a une durée de douze mois. L'Italie dispose d'accords de PVT avec 4 pays : l'Australie, le Canada, la Corée du Sud et la Nouvelle-Zélande.

### Nouvelle-Zélande
En Nouvelle-Zélande, le PVT a une durée de douze mois, renouvelable pour une durée de 3 mois sous conditions. La Nouvelle-Zélande dispose d'accords de PVT avec les pays suivants : Argentine, Autriche, Belgique, Brésil, Canada, Chili, Chine, Croatie, République tchèque, Danemark, Estonie, Finlande, France, Allemagne, Hong Kong, Hongrie, Irlande, Israël, Italie, Japon, Corée, Lettonie, Lituanie, Luxembourg, Malaisie, Malte, Mexique, Pays-Bas, Norvège, Pérou, Philippines, Pologne, Portugal, Singapour, Slovaquie, Slovénie, Espagne, Suède, Taïwan, Thaïlande, Turquie, Royaume-Uni, États-Unis, Uruguay et Vietnam.

### Suisse
Le Département fédéral de Justice et Police a refusé d'entrer en matière sur la question des visas vacances-travail avec l'Australie en 2009 ce qui repousse la mise en place du PVT en Suisse à un futur lointain. Ce refus a été accompagné de nombreuses critiques dont certaines provenant de représentants des autorités suisses (comme l'ambassade suisse à Canberra).

### Taïwan
Taiwan propose un PVT d'une durée maximale d'un an, non renouvelable. À ce jour, ce visa reste peu connu des entreprises Taïwanaises. Il est nécessaire d'avoir entre 18 et 30 ans et une preuve de possessions d'une somme supérieure à 2100 euros afin d'être éligible à ce visa. Chaque travailleur détenteur d'un PVT à Taïwan doit payer 18 % d’impôts sur ses revenus.

### Japon

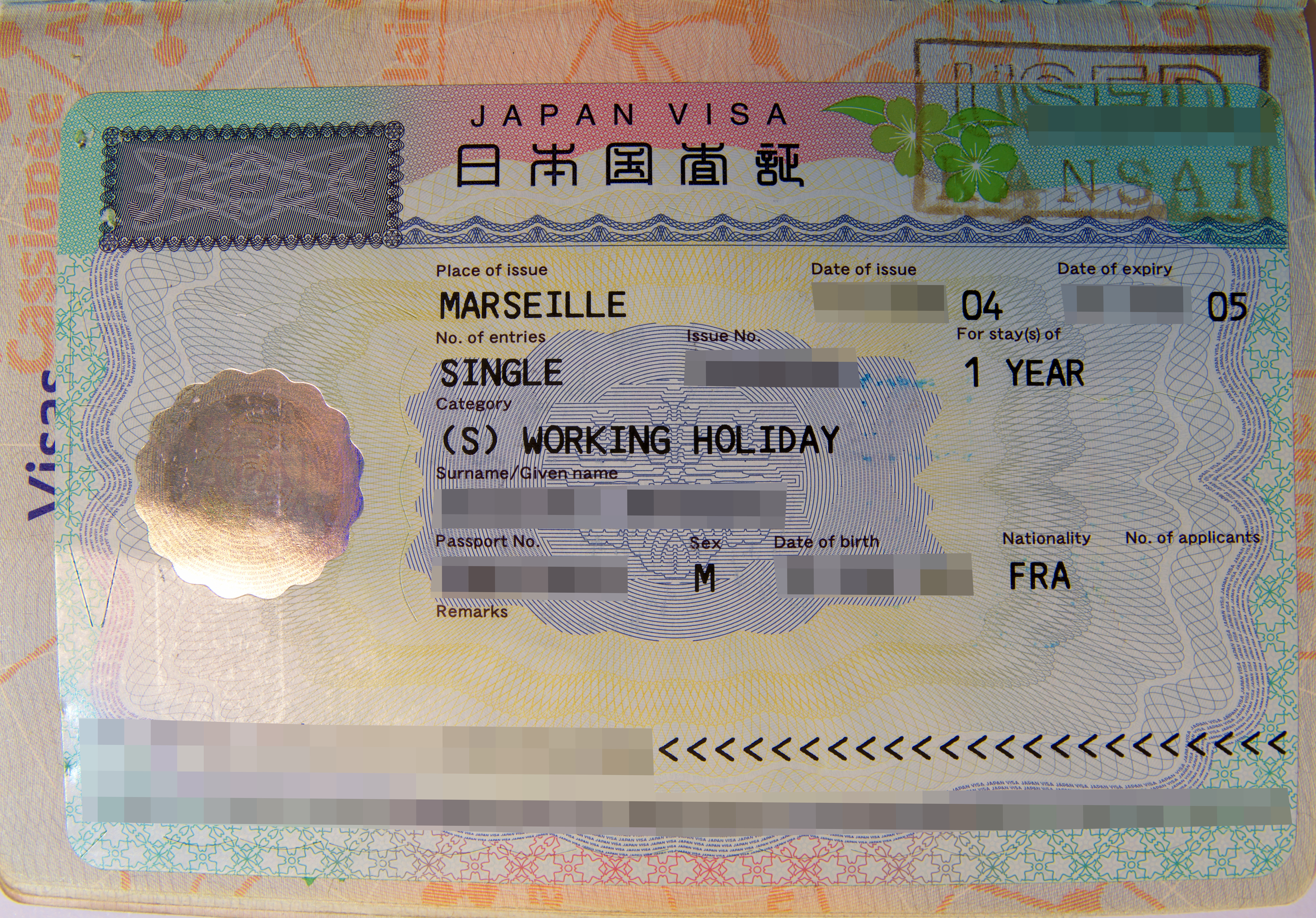
Visa vacances-travail japonais délivré sur un passeport français en 2004.

Japon a lancé ses programmes vacances-travail avec l'Australie, la Nouvelle-Zélande, le Canada, la République de Corée, la France, l'Allemagne, le Royaume-Uni, l'Irlande, le Danemark, Taiwan, Hong Kong, la Norvège, le Portugal, la Pologne, la Slovaquie, l'Autriche, la Hongrie, l'Espagne, Argentine, Chili, Islande, République tchèque, Lituanie, Suède, Estonie, Pays - Bas, Uruguay, Finlande, Lettonie, Italie, Israël, Malte et Luxembourg.
- Les programmes vacances-travail du Japon sont conçus pour encourager les jeunes à adopter une perspective mondiale et à renforcer les relations amicales entre le Japon et les pays ou régions partenaires, en offrant aux jeunes l'opportunité d'approfondir leur compréhension de ces pays ou régions.
- Les participants au programme vacances-travail au Japon sont autorisés à travailler pendant une certaine période de leur séjour afin de couvrir les frais de voyage et de séjour dans les pays/régions partenaires.
- Les citoyens des 15 pays suivants âgés de 18 à 30 ans sont éligibles aux programmes vacances-travail dans l'État du Japon :
  - Australie, Canada, Danemark, France, Allemagne, Hong Kong, Irlande, Nouvelle-Zélande, Norvège, Pologne, Portugal, Slovaquie, Corée du Sud, Taïwan et Royaume-Uni
- Un visa d'un an peut être accordé aux citoyens du Danemark, de la France, de l'Allemagne, de l'Irlande, de la Corée du Sud, de la Norvège, de la Pologne, du Portugal, de la Slovaquie et du Royaume-Uni, sans prolongation possible. Un visa de six mois peut être accordé aux citoyens australiens, qui peut être prolongé deux fois et une fois pour les citoyens néo-zélandais et canadiens[37].